# HD 46407
HD 46407，又名BD-11 1520，SAO 151625、HR 2392，是一颗恒星，视星等为6.24，位于銀經220.85，銀緯-9.17，其B1900.0坐标为赤經6h 28m 5.7s，赤緯-11° -9.17′ 34″。